# Zapateros
Zapateros är en ort i Mexiko.   Den ligger i kommunen Tlalpujahua och delstaten Michoacán de Ocampo, i den sydöstra delen av landet, 120 km väster om huvudstaden Mexico City. Zapateros ligger 2 609 meter över havet och antalet invånare är 266.
Terrängen runt Zapateros är kuperad. Runt Zapateros är det ganska tätbefolkat, med 179 invånare per kvadratkilometer. Närmaste större samhälle är El Oro de Hidalgo, 5,7 km öster om Zapateros. Trakten runt Zapateros består till största delen av jordbruksmark.